# Nathalie Avomo Essono
Nathalie Avomo Essono, née le 7 février 1992 à Libreville, est une écrivaine et éditrice gabonaise. Elle est l'auteure de deux livres portant sur l'entretien des cheveux crépus.

## Biographie
Nathalie Avomo Essono est née le 7 février 1992 à Libreville au Gabon. Elle grandit au Gabon où elle fait ses études secondaires et arrive en France à l'âge de 17 ans après l''obtention de son baccalauréat a Gabon. Elle s'installe à Nancy, où elle passe un DUT avant d’intégrer une école d’ingénieurs à Orléans. Elle est ingénieure en bâtiment de profession.
En 2016, elle publie le Petit Manuel Du Cheveu Crépu, illustré par Natacha Nze Ndong. Ce premier livre sur les cheveux crépus a été un vrai succès avec plus de 5000 exemplaires vendus. 
En 2019, elle publie son second livre intitulé Le Petit Manuel des coiffures crépues, un ouvrage illustré par la gabonaise Keiry Mounievou, présentant plus de  200 tutoriels de coiffures,.
En 2020, elle crée la marque de produits capillaires Bo'essi, spécialisé dans l'entretien des cheveu crépus,.

## Publications
- Petit Manuel du cheveu crépu, 2016
- Le Petit Manuel des coiffures crépues, 2019